# Akmal Shorakhmedov
Akmal Shorakhmedov (10 de maio de 1986) é um futebolista profissional usbeque que atua como defensor.

## Carreira
Akmal Shorakhmedov representou a Seleção Usbeque de Futebol na Copa da Ásia de 2015.